# Taltal, Chile
Taltal är en stad i norra Chile.  Den ligger längs kusten i regionen Antofagasta och folkmängden uppgår till cirka 10 000 invånare.